# Ivar Svensson (läkare)
Karl Axel Ivar Svensson, född 23 november 1839 i Höreda socken, Jönköpings län, död 19 februari 1912 i Stockholm, var en svensk kirurg. Han var son till Peter Reinhold Svensson.
Svenson undergick 1857 studentexamen i Uppsala samt blev 1863 medicine kandidat och 1867 medicine licentiat vid Karolinska institutet i Stockholm. År 1864, under dansk-tyska kriget, tjänstgjorde han en kortare tid som underläkare vid danska fältlasarettet i Assens. Efter att 1867–68 ha företagit en utrikes resa, varunder han studerade förnämligast i Wien och Prag, blev han sistnämnda år underkirurg vid Serafimerlasarettet. År 1869 förordnades han till lasaretts- och kurhusläkare i Oskarshamn och var 1879–99 överläkare vid den kirurgiska avdelningen på det nyinrättade Sabbatsbergs sjukhus i Stockholm. En andra utrikes studieresa företog han 1874 till Tyskland, Schweiz och Italien. Förutom sin doktorsavhandling Om aneurysmers behandling med kompression (1877) skrev han flera artiklar i medicinska tidskrifter, i synnerhet om operation för blåssten (cystolit) och för rörligt bråck.